# Список делегатов III съезда РСДРП
| №  | Псевдоним на съезде — фамилия (псевдоним), имя отчество | от организации            | право голоса — число мандатов |
| -- | ------------------------------------------------------- | ------------------------- | ----------------------------- |
| 1  | Тигров — Авилов, Борис Васильевич                       | Харьковская группа        | с совещательным голосом       |
| 2  | Андреев — Алексеев, Николай Александрович               |                           | с совещательным голосом       |
| 3  | Осетров — Аристархов, Александр Алексеевич              | Курский комитет           | член съезда                   |
| 4  | Максимов — Богданов, Александр Александрович            | Тульский комитет          | член съезда                   |
| 5  | Константинов — Владимиров, Мирон Константинович         | Полесский комитет         | член съезда                   |
| 6  | Орловский — Воровский, Вацлав Вацлавович                | Николаевский комитет      | член съезда                   |
| 7  | Сосновский — Десницкий, Василий Алексеевич              | Нижегородский комитет     | член съезда                   |
| 8  | Голубин — Джапаридзе, Прокопий Апрасионович             |                           | член съезда                   |
| 9  | Осипов — Землячка, Розалия Самойловна                   | Петербургский комитет     | член съезда                   |
| 10 | Градов — Каменев, Лев Борисович                         |                           | член съезда                   |
| 11 | Петров — Квиткин, Олимпий Аристархович                  | Орловский комитет         | член съезда                   |
| 12 | Мосальский — Крамольников, Григорий Иннокентьевич       | Самарский комитет         | член съезда                   |
| 13 | Бельский — Красиков, Пётр Ананьевич                     | Заграничная организация   | с совещательным голосом       |
| 14 | Зимин — Красин, Леонид Борисович                        |                           | член съезда — 2 м.            |
| 15 | Саблина — Крупская, Надежда Константиновна              |                           | с совещательным голосом       |
| 16 | Невский — Леман, Михаил Николаевич                      | Кавказский Союз           | член съезда                   |
| 17 | Ленин, Владимир Ильич                                   | Одесский комитет          | член съезда                   |
| 18 | Жарков — Лещинский М. С.                                | Екатеринославский комитет | с совещательным голосом       |
| 19 | Кузнецов — Литвинов, Максим Максимович                  | Рижский комитет           | член съезда                   |
| 20 | Валерьянов — Лосев, Василий Николаевич                  | Уральский комитет         | член съезда                   |
| 21 | Воинов — Луначарский, Анатолий Васильевич               | редакция «Вперёд»         | с совещательным голосом       |
| 22 | Летнев — Любимов, Алексей Иванович                      | Совет партии              | член съезда                   |
| 23 | Лядов — Мандельштам, Мартын Николаевич                  | Киевский комитет          | с совещательным голосом       |
| 24 | Манин                                                   | Тверской комитет          | член съезда                   |
| 25 | Камский — Обухов, Владимир Михайлович                   | Саратовский комитет       | член съезда                   |
| 26 | Михайлов — Постоловский, Дмитрий Симонович              | Северо-Западный комитет   | член съезда                   |
| 27 | Лесков — Романов, Николай Васильевич                    | Северный комитет          | член съезда                   |
| 28 | Филиппов — Румянцев, Пётр Петрович                      | Воронежский комитет       | член съезда                   |
| 29 | Рыбкин                                                  |                           | член съезда                   |
| 30 | Сергеев — Рыков, Алексей Иванович                       | Московский комитет        | член съезда                   |
| 31 | Савич — Саммер, Иван Адамович                           | Казанский комитет         | с совещательным голосом       |
| 32 | Щенский — Скрыпник, Николай Алексеевич                  | Одесский комитет          | с совещательным голосом       |
| 33 | Дашин — Фридолин, Владимир Юльевич                      | Уральский Союз            | с совещательным голосом       |
| 34 | Барсов — Цхакая, Михаил Григорьевич                     | Центральный комитет       | член съезда — 2 м.            |
| 35 | Диогенов — Шевелкин, Николай Алексеевич                 | Архангельский комитет     | с совещательным голосом       |
| 36 | Дедушкин — Шкловский, Григорий Лазаревич                | Минская группа            | с совещательным голосом       |
| 37 | Китаев — Эссен, Александр Магнусович                    |                           | с совещательным голосом       |
| 38 | Яблочкин                                                |                           | с совещательным голосом       |

## Источник
- Делегаты III съезда РСДРП 12 - 27.4(25.4 - 10.5).1905 // Справочник по истории Коммунистической партии и Советского Союза 1898—1991
- Протоколы третьего съезда РСДПР - Крупская Н.К. - 1937

## Комментарии
1. ↑  В "Альбоме по истории ВКП(б)" на странице 21. Группа членов III съезда РСДРП(б), Лондон 1905 присутствует портрет  В. Ф. Горина-Галкина, в это время он находился в эмиграции и мог участвовать в III съезде как делегат с совещательным голосом[1].  Указаний на это счёт в его биографии обнаружить пока не удалось.